# Museo Santo Domingo de Guzmán
El Museo Santo Domingo de Guzmán es un museo religioso ubicado en la ciudad de Managua, Nicaragua, dedicado a la preservación y exposición de objetos vinculados a la tradición devocional en honor a Santo Domingo de Guzmán, el patrono de la capital nicaragüense.

## Historia
El museo surge como una iniciativa de la comunidad católica managüense, especialmente de los promesantes de Santo Domingo, con el objetivo de conservar los elementos culturales, artísticos y religiosos que forman parte de las tradicionales fiestas patronales celebradas cada mes de agosto en Managua.

## Colección
El museo alberga una colección que incluye:
Réplicas de la imagen de Santo Domingo de Guzmán
Vestimentas ceremoniales utilizadas por los cargadores
Fotografías históricas de las procesiones
Instrumentos musicales tradicionales
Exvotos, rosarios, relicarios y ornamentos litúrgicos
Estas piezas permiten al visitante comprender la riqueza de la religiosidad popular y las manifestaciones culturales en torno al santo patrono.

## Función cultural
El museo también funciona como espacio de encuentro y reflexión sobre las tradiciones religiosas nicaragüenses. A través de visitas guiadas, talleres y exposiciones temporales, promueve el conocimiento del sincretismo cultural y la devoción popular.

## Importancia
El Museo Santo Domingo de Guzmán contribuye a preservar una de las expresiones más importantes de la identidad cultural de Managua y de Nicaragua. Es un sitio clave para el estudio de las festividades religiosas y del patrimonio intangible nacional